# Georg August von Auenfels
Georg Freiherr August von Auenfels, avstrijski general, * 11. april 1773, † 12. marec 1852.

## Življenjepis
S 18. leti je kot kadet vstopil v 31. pehotni polk in bil po šolanju dodeljen 58. pehotnemu polku, s katerem se je udeležil Napoleonovih vojn. Leta 1838 je bil upokojen s činom častnega polkovnika. Leta 1840 je prevzel poveljstvo nad gradom Maros-Vasarhely, kateremu je poveljeval tudi med revolucijo leta 1848. Za uspešno obrambo gradu (preživel je 144 dni obleganj) je bil povišan v generalmajorja, povzdignjen v plemiča ter odlikovan z redom Marije Terezije in redom železne krone.
Dokončno je bil upokojen 22. julija 1851.

## Pregled vojaške kariere
Napredovanja
- major: 1824
- podpolkovnik: 1833
- polkovnik: 1838
- generalmajor: 13. november 1849